# Salomonska köket

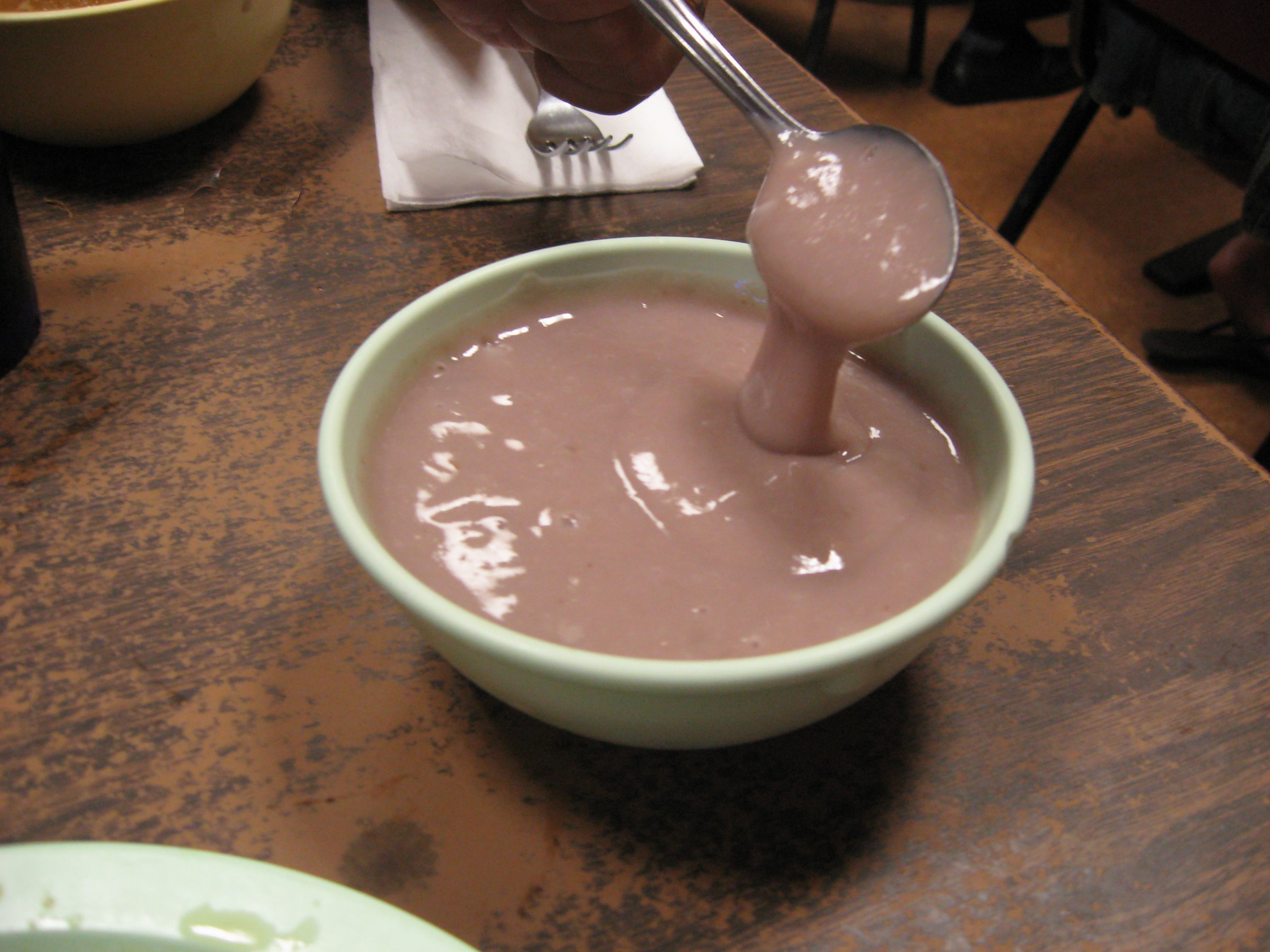
En skål med poi

Salomonska köket innefattar den matkultur som finns på Salomonöarna. På grund av klimatet växer många frukter som växer i andra länder i Oceanien. Det finns gott om kokospalmer som ger kokosnötter. Bananer, papayor och sötpotatis är vanliga livsmedel. Pudding på tapioka är en lokal specialitet, likaså tarons rötter och blad. Fisk- och kötträtter serveras ofta med ris eller sötpotatis.
Poi är ett livsmedel som görs på tarorotens kokta och syltade blomsterlök som är typisk för hela Söderhavet. Denna serveras antingen i form av en gröt eller tillsammans med kött och/eller fisk.
Kokosmjölk serveras ofta som dryck till rätterna.